# Факултет примењених друштвених наука и ресоцијализације Универзитета у Варшави
Факултет либералних уметности Универзитета у Варшави, (оригинални назив на пољском језику: Wydział Stosowanych Nauk Społecznych i Resocjalizacji) је факултет Универзитета у Варшави је интердисциплинарни факултет Универзитета у Варшави који се бави широко схваћеним друштвеним наукама.

## Поља студирања
Доступна упутства:
- Криминологија (други циклус студија)
- Социјални рад (други циклус студија)
- Социјална превенција и ресоцијализација (први циклус студија)
- Ресоцијализација (други циклус студија)
- Примењена социологија и социјална антропологија (први и други циклус студија)

## Група декана
Непотпуна листа:
- проф. Др. Марцин Крол (1996–2002)
- проф. Др. Анджеј Жеплински (2002–2005)
- проф. Др. Марцин Крул (2005–2012)
- Др. Војчех Павлик (2012–2020)
- Др. Анета Гавковска (од 2020.)

## Власти факултета
У периоду 2020–2024:
| Функција                                            | Име и презиме           |
| --------------------------------------------------- | ----------------------- |
| Декан                                               | dr hab. Aneta Gawkowska |
| Продекан за научно-истраживачке послове             | dr hab. Danuta Lalak    |
| Продекан за развој и сарадњу са друштвеном средином | dr hab. Marek Rymsza    |
| Продекан за студентска питања                       | dr hab. Ewa Stachowska  |

## Организациона структура

### Институт за социјалну превенцију и ресоцијализацију
- Катедра за криминологију и кривичну политику
- Катедра за социјалну педагогију
- Катедра за социологију норми, девијантности и друштвене контроле
- Катедра за педагогију ресоцијализације
- Одељење за казнено право и политику
- Одељење за правна и друштвена интегрално-културолошка истраживања
- Катедра за психологију девијације
- Катедра за социологију друштвених промена
- Катедра за теорију и методику социјалног рада
- Радионица за истраживање неуспеха

### Институт за примењене друштвене науке
- Катедра за историју идеја и културну антропологију
- Радионица о историји и истраживању идентитета ЛГБТ+
- Одељење за методе истраживања културе
- Лабораторија за проблеме психосоцијалне зависности
- Катедра за социологију знања и морала
- Центар за друштвена истраживања квир популације
- Студио социологије уметности у јавном простору
- Катедра за друштвено-урбанистичко планирање и студије конфликта
- Центар за социологију становања
- Катедра за социологију и антропологију обичаја и права
- Катедра за породичне студије и социјалну патологију
- Одељење за социолошку анализу јавних политика